# Jean-Marie de La Marque de Tilladet
Jean-Marie de La Marque de Tilladet (Castello di Tilladet, 1650 – Versailles, 15 luglio 1715) è stato un religioso e abate francese, nato da una famiglia nobile e antica.
Servì per qualche tempo nelle truppe, poi vendette la sua terra di Tilladet , della quale si fece un vitalizio, ed entrò quindi nei  Padri dell'Oratorio, ove prese gli Ordini Sacri, rivolgendosi anche alla predicazione e alla letteratura.  Nel 1701 divenne membro dell'Académie des Inscriptions , una Accademia di Belle Lettere.

## Opere
Vi sono alcuni suoi scritti nelle Memorie di questa Accademia e l'edizione d'una Raccolta di dissertazioni intitolata: Dissertations Sur Diverses Matières De Religion Et De Philologie, Contenuës En Plusieurs Lettres Écrites Par Des Personnes Savantes De Ce Temps, pubblicata a Parigi nel 1712, con una sua prefazione storica. La maggior parte di queste dissertazioni sono di Pierre Daniel Huet, vescovo d'Avranches. Il Dialogue du douteur et de l'adorateur fu pubblicato da Voltaire nel 1763 sotto il nome dell'abate de Tilladet in Recueil nécessaire.